# Herre, rena mig från synden
Herre, rena mig från synden är en sång med text från 1880-talet av Herbert Booth, sången sjungs till en "engelsk melodi".

## Publicerad i
- Frälsningsarméns sångbok 1968 som nr 160 under rubriken "Helgelse".
- Frälsningsarméns sångbok 1990 som nr 410 under rubriken "Helgelse".